# Andrei Jurjewitsch Bobrow
Andrei Jurjewitsch Bobrow (russisch Андрей Юрьевич Бобров, wiss. Transliteration Andrej Jur'evič Bobrov; * 13. Juli 1964 in Omsk) ist ein ehemaliger sowjetischer Eisschnellläufer.

## Werdegang
Bobrow, der für den Dynamo Kirow startete, wurde im Jahr 1983 sowjetischer Juniorenmeister im Sprint-Mehrkampf und errang in den Jahren 1984 sowie 1990 mit dem dritten Platz im Großen Vierkampf seine beste Platzierung bei sowjetischen Meisterschaften. International trat er erstmals bei den Juniorenweltmeisterschaften 1983 in Sarajevo in Erscheinung, wo er die Goldmedaille im Kleinen Vierkampf gewinnen konnte. In den folgenden Jahren belegte er bei der Mehrkampfeuropameisterschaft 1984 in Larvik den 13. Platz und bei der Mehrkampfeuropameisterschaft 1985 in Eskilstuna den zehnten Rang im Großen Vierkampf. Zudem führte er zwischen den 28. Dezember 1983 und den 23. März 1984 den Adelskalender an. In der Saison 1987/88 nahm er an sechs Läufen im Eisschnelllauf-Weltcup teil und erreichte in Innsbruck mit dem fünften Platz über 1500 m seine beste Platzierung in dieser Rennserie. Bei seiner einzigen Teilnahme an Olympischen Winterspielen im Februar 1988 in Calgary kam er auf den 35. Platz über 1500 m.

## Erfolge

### Olympische Spiele
- 1988 Calgary: 35. Platz 1500 m

### Mehrkampf-Europameisterschaften
- 1984 Larvik: 13. Platz Großer Vierkampf
- 1985 Eskilstuna: 10. Platz Großer Vierkampf

## Persönliche Bestleistungen
| Disziplin | Zeit         | Datum             | Ort       |
| --------- | ------------ | ----------------- | --------- |
| 500 m     | 37,60 s      | 4. März 1988      | Almaty    |
| 1000 m    | 1:16,11 min  | 24. Januar 1988   | Leningrad |
| 1500 m    | 1:52,46 min  | 27. März 1987     | Almaty    |
| 3000 m    | 3:58,40 min  | 4. März 1988      | Almaty    |
| 5000 m    | 6:57,49 min  | 22. November 1989 | Almaty    |
| 10.000 m  | 14:05,91 min | 28. Dezember 1983 | Almaty    |